# HARUKAZE (ゲームブランド)
HARUKAZE（ハルカゼ）は、日本のアダルトゲームブランド。

## 略歴
2013年5月31日にデビュー作である「らぶおぶ恋愛皇帝 of LOVE!」を発売。
2016年2月26日には「ノラと皇女と野良猫ハート」が発売。同作は萌えゲーアワード2016においてキャラクターデザイン賞を受賞した。更にドラマCDや小説、漫画やアニメなど、同作は様々なメディアミックスが行われている。
2017年10月27日には同作の続編である「ノラと皇女と野良猫ハート2」が発売。同作は萌えゲーアワード2017にて大賞を受賞した。

## 作品
| # | 発売日         | タイトル                  | 原画                      | シナリオ |
| - | -------------- | ------------------------- | ------------------------- | -------- |
| 1 | 2013年5月31日  | らぶおぶ恋愛皇帝 of LOVE! | 大空樹、むちゃ、ひずみ    | はと     |
| 2 | 2016年2月26日  | ノラと皇女と野良猫ハート  | 大空樹 日下部ハルカ（SD） | はと     |
| 3 | 2017年10月27日 | ノラと皇女と野良猫ハート2 | 大空樹 日下部ハルカ（SD） | はと     |
| 4 | 2021年10月29日 | Monkeys!¡                 | cake                      | はと     |

## 主なスタッフ
- はと - 企画・シナリオ
- なかがわ - 広報